# Valdo Sciammarella
Valdo Sciammarella (20 de enero de 1924 - 8 de septiembre de 2014) fue un músico, compositor y director de coros de Argentina.

## Carrera profesional
Luego de egresar del Conservatorio Nacional de Música Carlos López Buchardo se perfeccionó en piano con Vicente Scaramuzza, Antonio De Raco y Roberto Caamaño y en composición con Julián Bautista. También estudió en Italia, con Petrassi, Dallapiccola, Tabanelli, Valori y Boni.  La creación musical que realiza desde 1952 abarca obras vocales, corales, instrumentales, música para teatro, ballet y cine y dos óperas que se han difundido igualmente en Europa y los Estados Unidos. En 1958 ingresó como docente en el Teatro Colón. Los dos años siguientes vivió en Europa becado por el Fondo Nacional de las Artes y a su retorno, en 1961, se reintegró al Teatro en el que se desempeñó como subdirector y luego director del Coro Estable y del Coro de Niños. Durante varios años, tuvo a su cargo el Coro de Alumnos del Instituto Superior de Arte.
También dirigió los coros de la Asociación Wagneriana de Buenos Aires, de la Ópera de Caracas y del Teatro Lírico Nacional La Zarzuela de Madrid. Desde 1985 fue miembro de la Academia Nacional de Bellas Artes de Argentina.

## Algunas de sus obras

### Marianita Limeña
El 11 de noviembre de 1957 se estrenó en el Teatro de Ópera de Cámara de Buenos Aires la ópera Marianita limeña, que obtuvo el primer premio nacional de Música de Argentina de 1958, sobre un libreto de Francisco Javier, inspirado en el cuento El divorcio de la condesita del libro Tradiciones peruanas del escritor Ricardo Palma. Una nueva versión fue realizada por su autor entre 1989 y 1991. 
Dijo Sciammarella que los elementos estructurales de la obra van desde arias, dúos o conjuntos, realizados dentro de moldes tradicionales hasta pregones y coplas, que son los elementos pintorescos” vinculados a la época, lugar y costumbres.

### Sinfonía Verrà la morte…
En 2004 fue el estreno mundial de su Sinfonía Verrà la morte… para barítono y orquesta, sobre textos de Cesare Pavese, en el Teatro Colón de Buenos Aires, sobre la cual La Nación comentó:

”…la sinfonía tiene como protagonista a la voz humana matizada en pasajes de refinada declamación y en serenos episodios cantados, apoyados por una instrumentación fina, de sonoridades fascinantes y sensibles… La primera audición de la obra de Sciammarella, importante en su extensión, permitió apreciar sabiduría en la concordancia de las palabras con relación al discurso musical, pasajes inspirados de captación inmediata y la creación de atmósferas sonoras con las cuerdas como base principal y delicadas pinceladas a cargo de los instrumentos de percusión responsables de un universo de sonido de bello y transparente efecto.”
La Nación

### Cantos a María
El mismo año estrenó los Cantos a María, para coro a cappella, de los que se dijo eran “… una bella página, delicada en el discurso y de línea discursiva rica en ideas, ofrecida en refinada entrega”.

## Premios
En 1954 la Asociación Wagneriana de Buenos Aires le otorgó el premio “Carlos López Buchardo” por su Díptico para orquesta de cámara, en 1958 obtuvo el Premio Nacional de Música de la Argentina por su ópera Marianita Limeña y en 1991 fue galardonado con el Primer Premio Municipal de Música de la Ciudad de Buenos Aires por la Sonata en Mi para violoncelo y piano. También recibió los Premio Konex de 1989 y de 2009 en la categoría Director de Coro.

## Filmografía
Musicalización
- Spilimbergo   (cortometraje) (1960)
- El bote, el río y la gente (1960)
- Los acusados (1960)
- El cerco (1959)
- El dinero de Dios (1959)